# ۲۰ دی
۲۰ دی دویست و نود و ششمین روز سال در گاه‌شماری خورشیدی است. تا پایان سال ۶۹ روز (۷۰ روز در سال کبیسه) باقی‌است.

## رویدادها
- ۱۱۱۰ - بسته شدن عهدنامه احمد پاشا بین دودمان صفوی از ایران و امپراتوری عثمانی
- ۱۳۵۹ - عملیات توکل
- ۱۳۶۵ - حمله موشکی عراق به دو مدرسه پسرانه در بروجرد
- ۱۳۹۶ - حادثه ۲۰ دی ۱۳۹۶ ناوچه دماوند
- ۱۴۰۲ - گلریز قهرمان به دلیل اتهام سرقت از فروشگاه‌های گران‌قیمت از حزب سبز پارلمان نیوزیلند استعفا داد[۱]

## زادروزها
- ۱۲۶۲ - حسین کاظم‌زاده ایرانشهر، نویسنده
- ۱۳۲۲ - محمد مطیع، بازیگر
- ۱۳۵۶ - حدیث فولادوند، بازیگر
- ۱۳۶۰ - جواد عزتی، بازیگر
- ۱۳۶۵ - مهدی کیانی، فوتبالیست
- ۱۳۷۰ - امید عالیشاه، فوتبالیست

## درگذشت‌ها
- ۱۲۳۰ - امیرکبیر، نخستین صدراعظم ایران در زمان پادشاهی ناصرالدین‌شاه
- ۱۳۵۹ - عبدالله دوامی، ردیف‌دان
- ۱۴۰۱ - آتور خناشو، نماینده حوزه انتخابیه مسیحیان آشوری و کلدانی در دوره سوم مجلس شورای اسلامی

## مناسبت‌ها
- روز ملی توسعه به مناسبت سالروز درگذشت و سالگشت مرگ امیرکبیر[۲][۳]
- Maidh-ya-rem: (میدیارِم) – بیستم دی‌ماه، دویست‌ونودمین روز سال که «جانوران» آفریده شدند. ترجمهٔ این گهنبار، نیمهٔ سال است.